# Preamar
Preamar est une série télévisée dramatique brésilienne en treize épisodes d'environ 50 minutes créée par Stephen Ciavatta, Patricia Andrade et William Vorhees et diffusée entre le 6 mai et le 29 juillet 2012 sur HBO Brasil (pt).
Cette série est inédite dans tous les pays francophones.

## Fiche technique
- Titre original : Preamar
- Création : Stephen Ciavatta, Patricia Andrade et William Vorhees
- Réalisation : Estevão Ciavatta
- Sociétés de production : HBO Brasil
- Société(s) de distribution : HBO Brasil
- Pays d'origine :  Brésil
- Langue originale : portugais
- Genre : Drame
- Durée : environ 50 minutes
- Date de diffusion : 6 mai 2012 (HBO Brasil)
- Lieu de tournage : Rio de Janeiro,  Brésil

## Distribution
- Leonardo Franco (pt) : João Ricardo Velasco
- Paloma Riani : Maria-Izabel Velasco
- Hugo Bonemer (pt) : Fred Velasco
- Jéssika Alves (pt) : Manu Velasco
- Roberto Bonfim (pt) : Xerife
- Mumuzinho (pt) : Wallace
- Thiago Amaral (pt) : Pepete
- Karen Junqueira (pt) : Paula
- Igor Cosso (pt) : Gustavo
- Maga Cavalcante : Cícera
- Eliana Pittman : Da Guia
- Sóstenes Vidal : Biu
- Pollyanna Rocha : Luana
- Oswaldo Mil : Diretoria
- Paulo Reis : Décio
- Allan Souza Lima : Rai
- Laura Prado : Pri
- Sandro Rocha (pt) : Tchelo
- Thaíssa Carvalho (pt) : Mariana

## Épisodes
1. O Mergulho
2. A Lei Da Praia
3. Quando a Demanda é Maior Que a Oferta
4. Àguas Profundas
5. Aparência e Carisma
6. Ano Nuovo
7. Por Causas Mais Nobres
8. Maré de Lua Nova
9. Rainbow
10. A Vida Parece Uma Festa
11. Xilindrê
12. É Carnaval
13. Águas de Março